# Lelush
Vladislav Ivanov (en ruso: Владислав Иванов; n. Ussuriisk, Krai de Primorie, 23 de enero de 1994), más conocido como Lelush, es un cantante, modelo y celebridad de internet ruso, que reside en China. 

## Biografía
Lelush nació en Ussuriisk, pero creció en Vladivostok. Antes de convertirse en artista, trabajó como dependiente, agente de compras, modelo, profesor de chino y traductor. Adoptó el nombre artístico Lelush, que proviene de Lelouch Lamperouge, un personaje del anime Code Geass. Además, declaró que la decisión de usar un pseudónimo fue para «proteger su vida».
En noviembre de 2020, el director de Uranus Entertainment, Ivan Wang, mandó a Lelush a Hainan, una provincia de China, para acompañar a Hanyu Tasaki Takeshi y Kiuchi Yushin, artistas de Uranus, quienes participarían en Produce Camp 2021, un programa de supervivencia de Tencent Video. Cinco días antes del inicio de la grabación, Lelush se convirtió en concursante por invitación del programa. Durante la transmisión del programa, Lelush llamó la atención por interpretar un cover de la canción rusa «Jackpot», y también por las repetidas expresiones de que no quería formar parte del grupo ganador, por consiguiente, sus fanáticos votaron por él de broma. En el último episodio del programa, Lelush fue eliminado quedando en el puesto 17°.
En junio del mismo año, se anunció que Lelush debutará como actor en la película china 中国冰雪 — 极致回旋. Interpretará a Andre, un atleta ruso.

## Filmografía

### Película
| Año | Título              | Papel | Notas |
| --- | ------------------- | ----- | ----- |
| TBA | 中国冰雪 — 极致回旋 | Andre |       |

### Programas de televisión
| Año  | Título                                 | Canal             | Notas                    |
| ---- | -------------------------------------- | ----------------- | ------------------------ |
| 2021 | Produce Camp 2021                      | Tencent Video     | Concursante              |
| 2021 | Produce Camp 2021: Are You a Werewolf? | Tencent Video     | Spin-off de Produce Camp |
| 2021 | Perfect Summer 2                       | Dragon Television | Miembro fijo             |
| 2021 | 拳力以赴的我們                         | Youku             |                          |